# Platymantis corrugatus
Espèce
Synonymes
- Hylodes corrugatus Duméril, 1853
- Platymantis plicifera Günther, 1858
- Rana rugata Van Kampen, 1923
- Platymantis corrugata (Duméril, 1853)

Statut de conservation UICN

 LC  : Préoccupation mineure
Platymantis corrugatus est une espèce d'amphibiens de la famille des Ceratobatrachidae.

## Répartition
Cette espèce est endémique des Philippines. Elle se rencontre dans les îles de Bohol, Cebu, Leyte, Luçon, Mindanao, Mindoro, Negros, Panay, Samar et Siquijor.

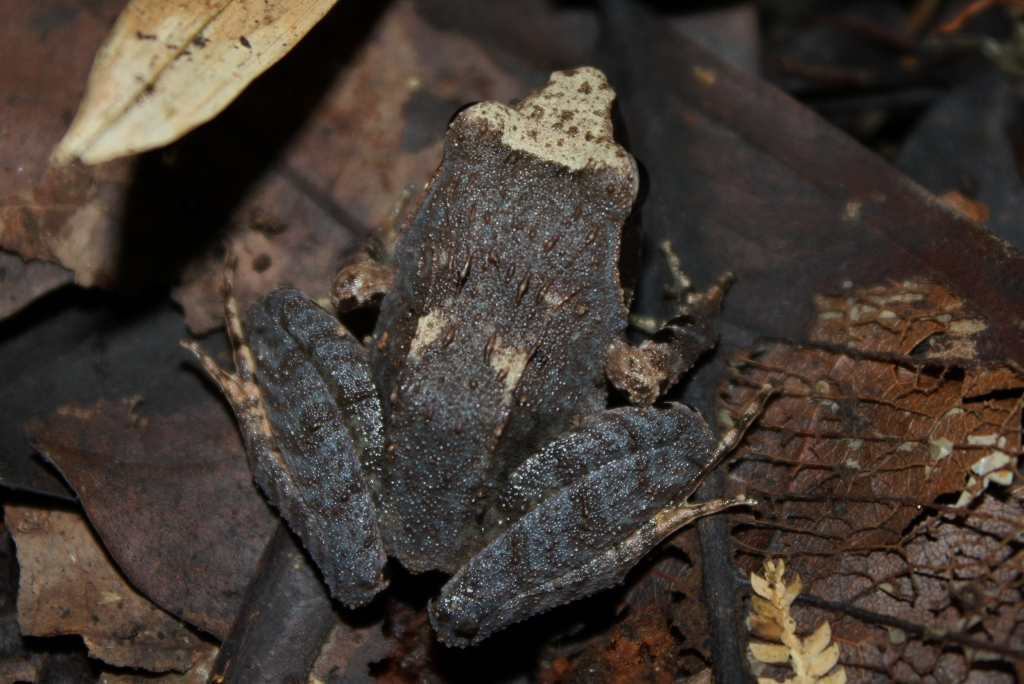
Platymantis corrugatus

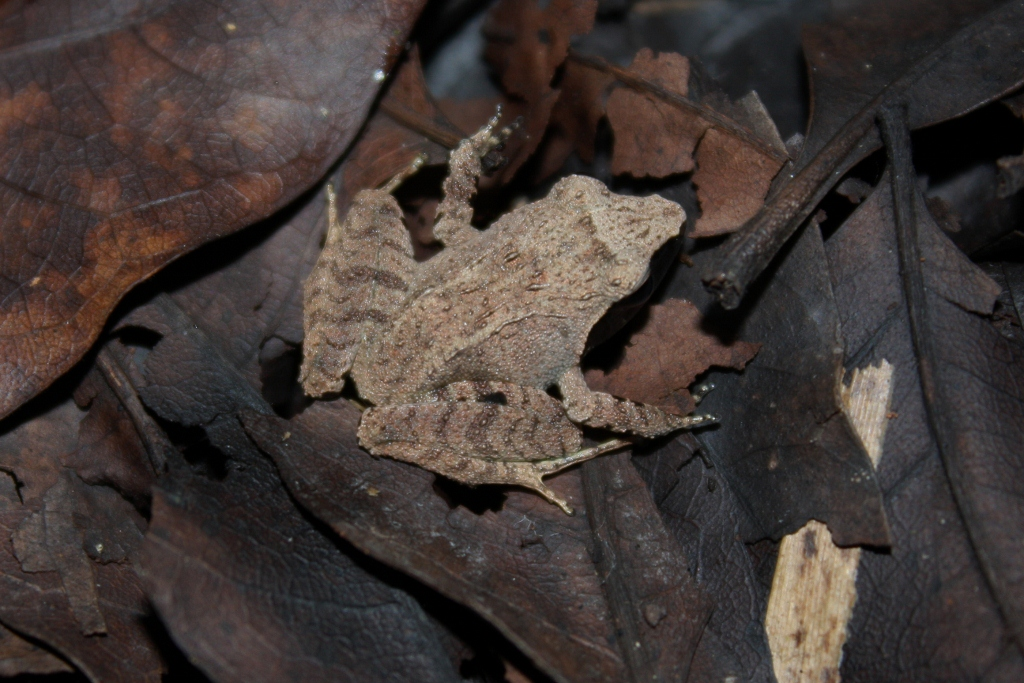
Platymantis corrugatus

## Publication originale
- Duméril, 1853 : Mémoire sur les Batraciens anoures de la famille des Hylaeformes ou Rainettes, comprenant la description d'un genre nouveau et de onze espèces nouvelles. Annales Des Sciences Naturelles, sér. 3, vol. 19, p. 135-179 (texte intégral).